# Quşəncə
Quşəncə è un comune dell'Azerbaigian situato nel distretto di İsmayıllı. Conta una popolazione di 2 525 abitanti.